# انجيل (فلم 1937)
انجيل (بالإنجليزية: Angel) هو فيلم أبيض وأسود درامي كوميدي أمريكي صدر عام 1937 أنتجه وأخرجه إرنست لوبيتش سيناريو سامسون رافيلسون وفريدريك لونسديل. تم اقتباسها من قبل جاي بولتون ورسل ميدكرافت من مسرحية أنجيل ملكيور لينجيل. كانت النوتة الموسيقية لفريدريك هولاندر وفيرنر ر. هيمان وجون ليبولد مع موسيقى إضافية لجياشينو روسيني من حلاق إشبيلية. قام بالتصوير السينمائي تشارلز لانغ وتصميم الأزياء ترافيس بانتون. تم توزيع الفيلم بواسطة شركة باراماونت بيكتشرز.